# Heilig Kruiskerk (Stekene)

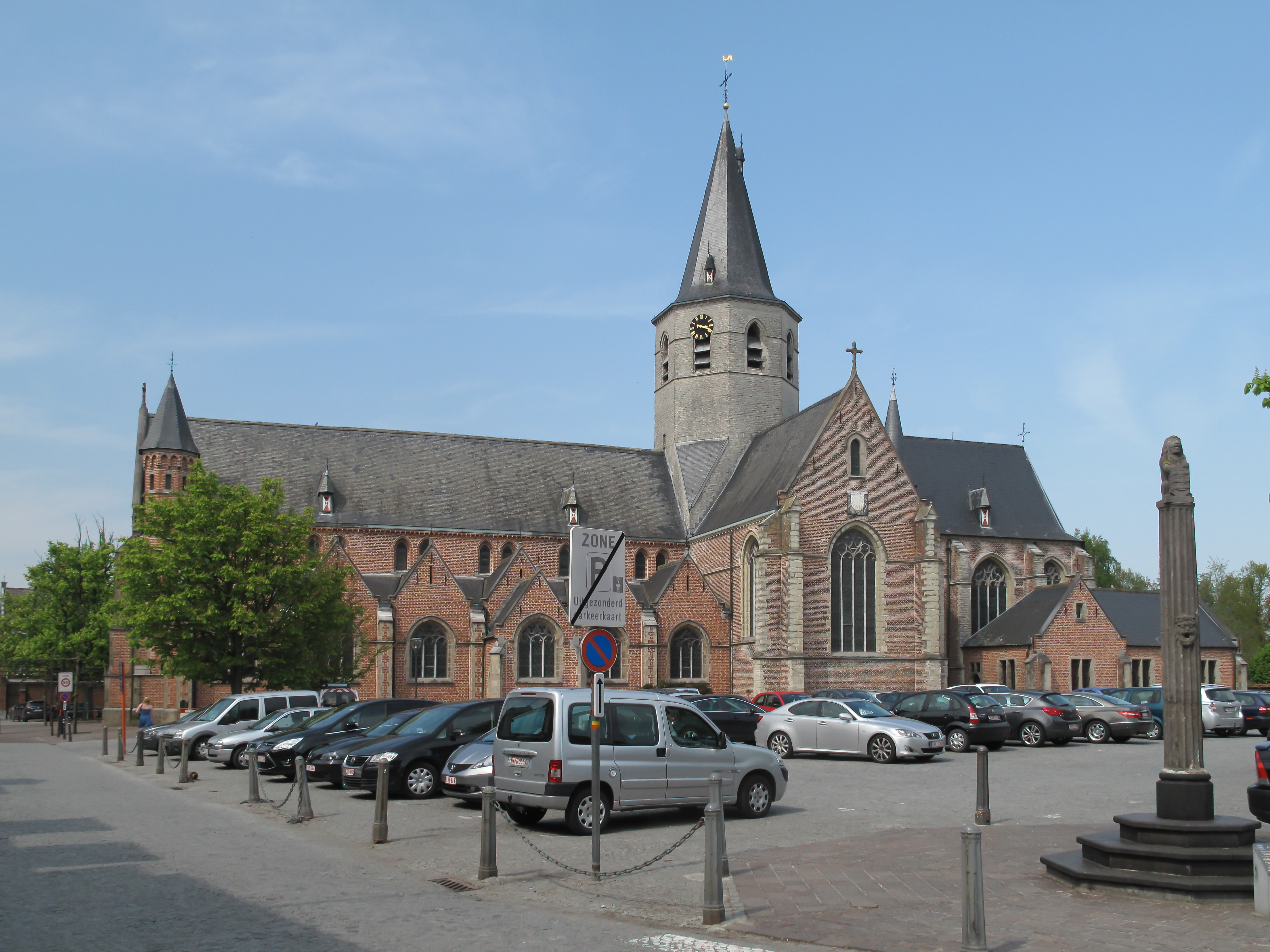
Heilig Kruiskerk

De Heilig Kruiskerk is de parochiekerk van de Oost-Vlaamse plaats Stekene, gelegen aan de Kerkstraat.

## Geschiedenis
Aanvankelijk stond hier een romaans kerkgebouw. Omstreeks 1200 werd dit vervangen door een vroeggotische kerk. Het betrof een driebeukige kerk met vieringtoren. In 1548 werd de kerk vergroot met een transept. Het oorspronkelijk vlak afgesloten koor werd uitgebreid en ook werden zijkoren gebouwd.
In 1592 vond een kerkbrand plaats en in 1612, 1613 en 1629 werden herstellingen uitgevoerd. In 1651 werd de noordbeuk onder één dak met het kerkschip gebracht. In 1686 werd de zuidbeuk vervangen door een hoger exemplaar. In 1767-1769 werd de benedenkerk opnieuw overkluisd. In 1897 werd de kerk, die bouwvallig en te klein was geworden, vergroot en deels in de oorspronkelijke staat gebracht, onder leiding van Jules Goethals.

## Gebouw
Het betreft een driebeukige bakstenen basilicale kruiskerk met achtkante vroeggotische vieringtoren en drie zijkoren, elk met driezijdige afsluiting.
Het kerkmeubilair is grotendeels neogotisch en stamt uit de 19e eeuw. Biechtstoelen zijn van 1742 en 1793. De communiebank is uit het eerste kwart van de 18e eeuw. De monumentale preekstoel werd in 1847 ontworpen door Franciscus-Joannes Bouwens en de bijhorende beelden werden in 1853 geplaatst door Jozef Jan Tuerlinckx. 